# Гусенвил
Гусенвил (фр. Goussainville, Val-d'Oise) град је у Француској, у департману Долина Оазе.
По подацима из 1999. године број становника у месту је био 27.356.

## Демографија
| 1962.  | 1968.  | 1975.  | 1982.  | 1990.  | 1999.  | 2011.  |
| ------ | ------ | ------ | ------ | ------ | ------ | ------ |
| 13.109 | 16.197 | 25.182 | 23.543 | 24.812 | 27.356 | 31.129 |